# Dušan Vuković
Dušan Vuković (Nikšić, 6 agosto 2002) è un calciatore montenegrino, attaccante del Lokomotiva Zagabria.

## Carriera

### Club
Cresciuto nelle giovanili della squadra montenegrina del Budućnost.